# William Demarest
Carl William Demarest (født 27. februar 1892, død 27. december 1983) var en amerikansk karakterskuespiller, kendt for at spille onkel Charley i My Three Sons. En veteran fra 1. verdenskrig blev Demarest en produktiv film- og tv-skuespiller, der optrådte i over 140 film, begyndende i 1926 og sluttede i 1970'erne. Han spillede ofte gnaven, men godhjertede roller.